# Daniel Seghers

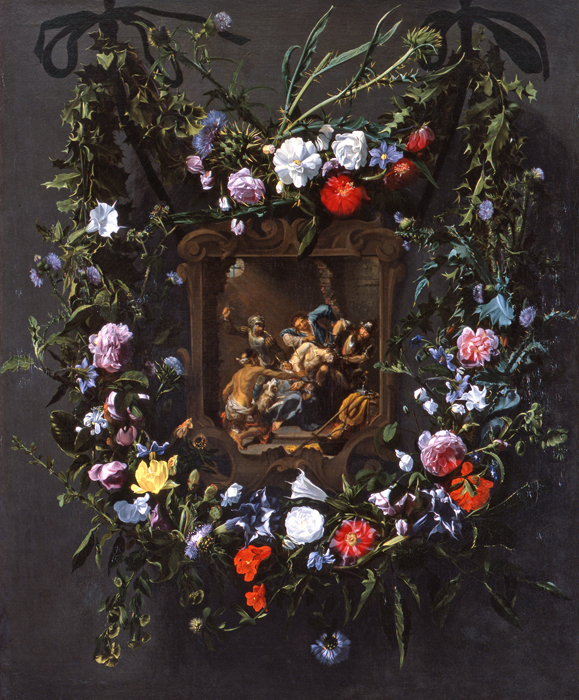
Guirlanda de Flores ao redor de uma Zombaria com Jesus, figuras por Simon de Vos

Daniël Seghers ou Daniel Seghers (Daniël Segers, Daniël Zegers, Daniël Zeghers) (3 de dezembro, 1590 – 2 de novembro, 1661) foi um padre Jesuíta e pintor do Barroco flamengo que se especializou em naturezas-mortas de flores e pinturas de guirlandas, muito apreciado por Rubens. 

## Vida
Seghers nasceu em Antwerp e, após a conversão de sua mãe ao Calvinismo, mudou-se com ela para a República dos Países Baixos, provavelmente para Utrecht, em 1601. Possivelmente começou seus estudos de arte em Utrecht. Voltou para Antwerp em 1611, onde entrou para a Guilda de São Lucas como aluno de Jan Brueghel, o Velho.
Converteu-se ao Catolicismo em 1614 e tornou-se noviciado na Ordem Jesuíta em Mechelen, tendo se tornado padre ou irmão leigo. Em 1625, partiu para Roma onde permaneceu por dois anos. Teve então a oportunidade de colaborar com pintores importantes como  Nicolas Poussin e Domenichino.
Seghers recebia encomendas em Antuérpia do Cardeal-Infante Fernando de Áustria, o Arqueduque Leopoldo Guilherme de Áustria, Cristina da Suécia e Carlos II, Rei de Inglaterra. 
Seus alunos foram Jan Philip van Thielen, Ottmar Elliger, Ignace Raeth e provavelmente Andries Bosman, entre outros.

## Obras

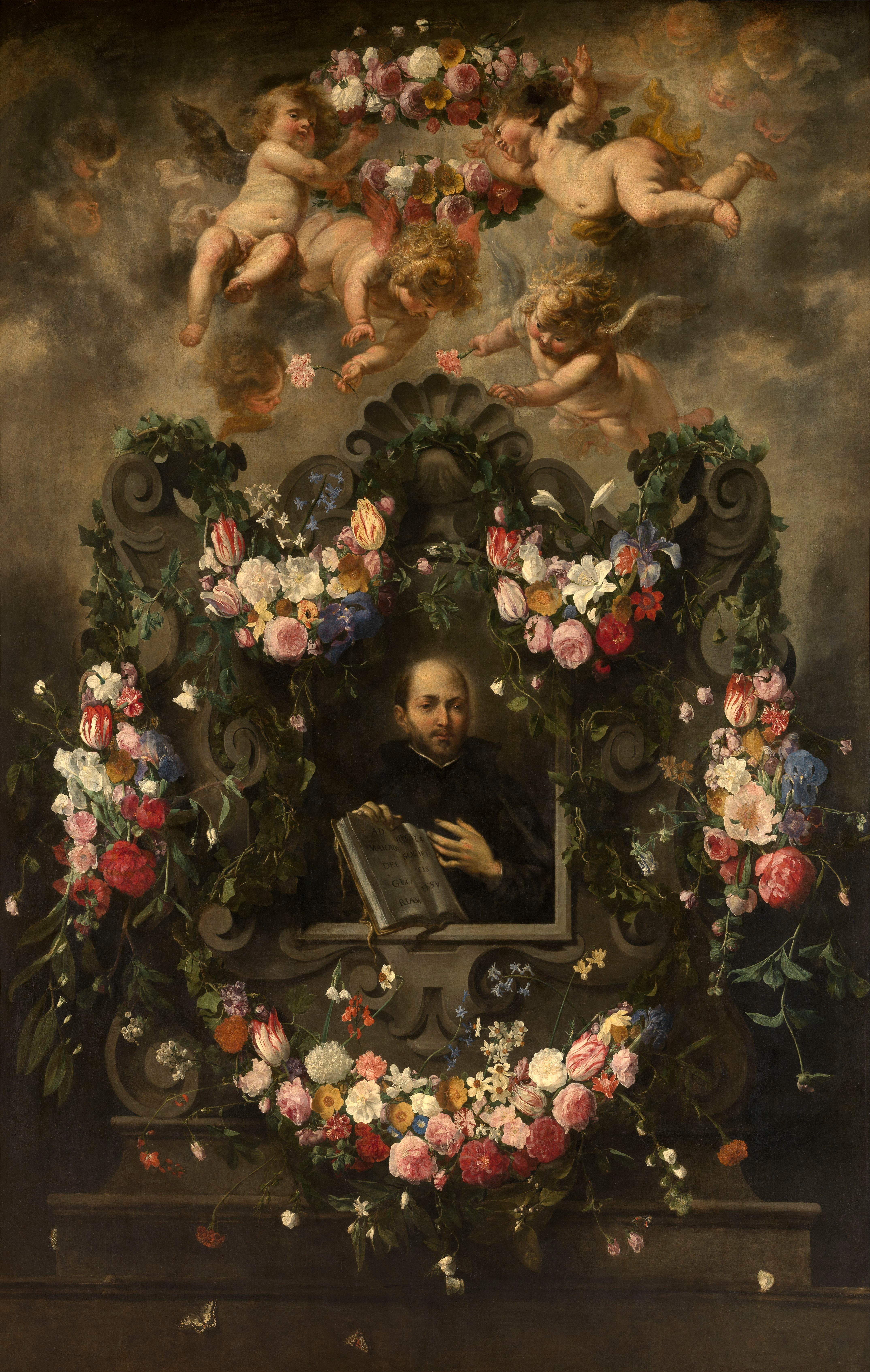
Santo Inácio com flores e querubins

Seghers foi exclusivamente um pintor de flores e suas primeiras obras tinham uma reconhecível influencia de Jan Brueghel, o Velho. Como Brueghel, Seghers utilizava flores e plantas de sua região,  em especial rosas e tulipas. 
A maioria das obras de Seghers segue um particular gênero flamengo, a chamada pintura de guirlandas, um tipo especial de natureza-morta desenvolvida em Antuérpia por Jan Brueghel, o Velho, em colaboração com o Cardeal Federico Borromeo, que consistia em uma guirlanda de flores ao redor de uma imagem devocional, mitológica ou um retrato.  Outros artistas aventuraram-se nesse gênero, tais como Hendrick van Balen, Andries Daniels e Peter Paul Rubens. A pintura de guirlandas estava relacionada com o imaginário visual da Contra-Reforma,  inspirada pelo culto de veneração e devoção à Maria, prevalente na Casa de Habsburgo, então governantes do sul da Holanda. Suas obras tinham forte carga simbólica e meditativa, própria da filosofia jesuíta da época.
A pintura de guirlandas era geralmente um obra feita em colaboração com outros artistas, algo comum na Flandes do século XVII.  Seghers, em geral, apenas pintava as flores, enquanto que a imagem central era realizada por outra pessoa. Sabe-se que que Seghers colaborou com Cornelis Schut, Erasmus Quellinus II, Abraham van Diepenbeek, Jan van Balen, Simon de Vos, Jan van den Hoecke, Gonzales Coques, Rubens, Thomas Willeboirts Bosschaert,  Poussin e Domenichino.
A arte de Daniel Seghers foi amplamente admirada durante seu tempo de vida e seu estilo teve vários seguidores, entre eles, Jan Philip van Thielen, Andries Bosman, Jan Anton van der Baren, Frans Ykens e Jan van den Hecke.  Sua obra influenciou artistas como Jan Davidsz. de Heem em Antuérpia e Juan de Arellano em Madri.
Sua pinturas podiam ser encontradas na corte de Frederico Henrique, Príncipe de Orange em Haia, sob a proteção do secretário do Príncipe e colecionador de arte, Constantijn Huygens, que lhe dedicou poemas, bem como o poeta Joost van den Vondel. Outras coleções com pinturas suas foram as de Cristina da Suécia, Carlos I de Inglaterra, Filipe IV de Espanha]], Maria de Médici, Carlos II de Inglaterra e o Arqueduque Leopoldo Guilherme de Áustria.   